# Frederik van Denemarken (1753-1805)
Frederik van Denemarken (Kopenhagen, 11 oktober 1753 — Amalienborg, 7 december 1805) was enig kind van Frederik V van Denemarken en diens tweede echtgenote Juliana Maria van Brunswijk-Wolfenbüttel.  

## Biografie
Nadat zijn halfbroer Christiaan VII geestesziek was geworden trok diens lijfarts Johann Friedrich Struensee de macht naar zich toe. In 1772 werd Struensee ten val gebracht door het hof, op initiatief van koningin-weduwe Juliana Maria van Brunswijk, stiefmoeder van de koning, en Ove Høegh-Guldberg, de privéleraar van Frederik.
Frederik werd nu in naam regent, maar het bestuur werd waargenomen door zijn grootmoeder Sophie Magdalene van Brandenburg-Kulmbach, zijn moeder Juliana Maria en minister Høegh-Guldberg. Hij bleef regent tot 1784 toen Frederik (VI), de 16-jarige zoon van koning Christiaan VII, de macht greep.
Frederik was in 1774 getrouwd met Sophia Frederika van Mecklenburg-Schwerin (1758-1794), dochter van hertog Lodewijk van Mecklenburg-Schwerin,
en werd vader van:
- Juliana (1784-1784)
- Christiaan (VIII) (1786-1848)
- Juliana Sophia (1788-1850), gehuwd met Frederik Willem van Hessen-Philippsthal-Barchfeld (1788-1834)
- Louise Charlotte (1789-1864), gehuwd met landgraaf Willem V van Hessen-Kassel zu Rimpenheim(1787-1867)
- Frederik Ferdinand (1792-1863), gehuwd met prinses Carolina van Oldenburg (1793-1881), dochter van koning Frederik VI van Denemarken.